# Yaqub Sanu
Yaqub Sanu, född 1839, död 1912, var en egyptisk författare, journalist, skådespelare och teaterdirektör. Han bildade den första moderna teatern i Egypten 1870, och har kallats den egyptiska teaterns fader.